# アングロ・ジャパニーズ・ブルーイング・カンパニー
アングロ・ジャパニーズ・ブルーイング・カンパニー (英: Anglo-Japanese Brewing Company / AJB Co.) は、長野県野沢温泉村のクラフトビール・メーカー。
2014年の創業時から、野沢温泉の中心にあたる「大湯」前にタップルーム里武士と300リットル規模の醸造施設を構えており、2017年には、保育園跡を改装して2,500リットル規模の醸造施設を加えた。
樽熟成ビールに強くこだわった醸造所であり、醸造するビールはいずれも熱処理や濾過をせず、酵母を生かしたまま熟成させている。また、長野県産の蕎麦や白桃などを原材料に加えるといった取り組みもなされている。
創業者トム・リヴシーは、イングランドのダービーシャー州出身で、バートン・アポン・トレントの近郊で育った十代から、ビールの自家醸造を手がけていた。ロンドンで日本からきていた後の妻・絵美子と出会い、ふたりはバックパッカーとして各地を旅し、また、しばらくの間、ダービーシャーのトムの実家でも生活したが、最終的に2012年3月に野沢温泉へ定住した。
元々、飲食店向けに出荷する樽詰め商品の比率が生産量の8割を占めていたが、2020年のコロナ禍を契機に小売用瓶詰め商品の比率を高め、生産比率の8割が瓶詰めとなった。

## おもな商品
おもな取扱商品は以下の通り。
- AJB トムのイングリッシュエール
- AJB ソヴィニヨン ブロンド
- AJB インペリアルスタウト
- AJB 野沢サワー
- AJB 琥珀エール
- AJB 大湯 ウィート
- AJB 信州蕎麦 スタウト
- AJB 里武士 IPA